# Porte aperte
Porte aperte is een Italiaanse dramafilm uit 1990 onder regie van Gianni Amelio.

## Verhaal
Op een morgen in 1937 brengt de Siciliaan Tommaso Scalia drie mensen om het leven. Behalve zijn voormalige chef en diens opvolger doodt hij ook zijn eigen vrouw. Scalia is er zeker van dat hij voor zijn misdaad de doodstraf zal krijgen. Tot zijn verbazing denkt rechter Vito Di Vincenzo daar anders over. Hij vindt de doodstraf te wreed en spreekt recht volgens de wetten van voor de invoering van het fascisme. Hij krijgt daarvoor veel kritiek, uiteindelijk ook van Scalia zelf.

## Rolverdeling
| Acteur              | Personage                 |
| ------------------- | ------------------------- |
| Gian Maria Volonté  | Rechter Vito Di Francesco |
| Ennio Fantastichini | Tommaso Scalia            |
| Renato Carpentieri  | Consolo                   |
| Tuccio Musumeci     | Spatafora                 |
| Silverio Blasi      | Advocaat                  |
| Vitalba Andrea      | Rosa Scalia               |
| Giacomo Piperno     | Openbaar aanklager        |
| Lidia Alfonsi       | Markiezin Anna Pironti    |
| Renzo Giovampietro  | Voorzitter Sanna          |